# Lijst van onroerend erfgoed in Wijnegem
Een overzicht van het onroerend erfgoed in de gemeente Wijnegem. Het onroerend erfgoed maakt deel uit van het cultureel erfgoed in België.

## Bouwkundig erfgoed
| Object                                     | Erfgoedstatus?               | Bouwjaar of architect | Deelgemeente | Adres                                          | Coördinaten                   | Nummer? | Afbeelding                                 |
| ------------------------------------------ | ---------------------------- | --------------------- | ------------ | ---------------------------------------------- | ----------------------------- | ------- | ------------------------------------------ |
| Hoeve gedateerd 1900                       |                              |                       | Wijnegem     | Broekstraat 7                                  | 51° 14' 8" NB, 4° 31' 7" OL   | 14260   | Upload foto                                |
| Kasteel Kijckuit                           | Monument                     |                       | Wijnegem     | Broekstraat 11-15, 15A                         | 51° 14' 11" NB, 4° 31' 12" OL | 14261   | Kasteel Kijckuit                           |
| Burgerhuis                                 |                              |                       | Wijnegem     | Broekstraat 17                                 | 51° 14' 16" NB, 4° 31' 29" OL | 14264   | Upload foto                                |
| Twee arbeiderswoningen                     |                              |                       | Wijnegem     | Broekstraat 21-23                              | 51° 14' 19" NB, 4° 31' 41" OL | 14265   | Twee arbeiderswoningen                     |
| Kasteel Ertbrugge                          | Monument                     |                       | Wijnegem     | Ertbruggestraat 132, 136                       | 51° 13' 42" NB, 4° 29' 20" OL | 14267   | Kasteel Ertbrugge                          |
| Arbeiderswoningen                          |                              |                       | Wijnegem     | Merksemsebaan 213-219                          | 51° 13' 49" NB, 4° 30' 20" OL | 14269   | Arbeiderswoningen                          |
| Kasteel Buyckhoeve                         |                              |                       | Wijnegem     | Merksemsebaan 280                              | 51° 14' 13" NB, 4° 29' 39" OL | 14270   | Kasteel Buyckhoeve                         |
| Drie arbeiderswoningen                     |                              |                       | Wijnegem     | Notenboomstraat 2, 6                           | 51° 13' 38" NB, 4° 30' 56" OL | 14271   | Drie arbeiderswoningen                     |
| Twee arbeiderswoningen                     |                              |                       | Wijnegem     | Schoolstraat 35-37                             | 51° 13' 44" NB, 4° 31' 17" OL | 14273   | Twee arbeiderswoningen                     |
| Geheel van alleenstaande arbeiderswoningen |                              |                       | Wijnegem     | 's Gravenwezelsteenweg 9-15, Groenstraat 30-38 | 51° 13' 49" NB, 4° 31' 56" OL | 14274   | Geheel van alleenstaande arbeiderswoningen |
| Dienstwoningen kasteel Pulhof              |                              |                       | Wijnegem     | 's Gravenwezelsteenweg 37-39                   | 51° 13' 56" NB, 4° 32' 1" OL  | 14275   | Dienstwoningen kasteel Pulhof              |
| Kasteel Pulhof                             | Monument                     |                       | Wijnegem     | 's Gravenwezelsteenweg 59-65                   | 51° 14' 7" NB, 4° 32' 4" OL   | 14276   | Kasteel Pulhof                             |
| Jeneverstokerij Meeus en kapel             |                              |                       | Wijnegem     | Stokerijstraat 15-19, 25-27, 29A-D             | 51° 13' 25" NB, 4° 32' 43" OL | 14277   | Jeneverstokerij Meeus en kapel             |
| Godsgasthuis en lazaret                    |                              |                       | Wijnegem     | Turnhoutsebaan 199                             | 51° 13' 32" NB, 4° 30' 52" OL | 14279   | Godsgasthuis en lazaret                    |
| Arbeiderswoningen                          |                              |                       | Wijnegem     | Turnhoutsebaan 270-274, 286                    |                               | 14281   | Arbeiderswoningen                          |
| Arbeiderswoningen                          |                              |                       | Wijnegem     | Turnhoutsebaan 270-274, 286                    |                               | 14281   | Arbeiderswoningen                          |
| Neoclasstisch herenhuis                    |                              |                       | Wijnegem     | Turnhoutsebaan 307                             | 51° 13' 36" NB, 4° 31' 11" OL | 14282   | Neoclasstisch herenhuis                    |
| Neoclassicisch burgerhuis                  |                              |                       | Wijnegem     | Turnhoutsebaan 331                             | 51° 13' 37" NB, 4° 31' 16" OL | 14283   | Neoclassicisch burgerhuis                  |
| Domein Wijnegemhof met Jan Vlemincktoren   | Monument: toren en koetshuis |                       | Wijnegem     | Turnhoutsebaan 381-385                         | 51° 13' 24" NB, 4° 31' 41" OL | 14286   | Domein Wijnegemhof met Jan Vlemincktoren   |
| Hoeve in L-vorm                            | landschap                    |                       | Wijnegem     | Turnhoutsebaan 387                             | 51° 13' 41" NB, 4° 31' 37" OL | 14287   | Hoeve in L-vorm                            |
| School                                     |                              |                       | Wijnegem     | Turnhoutsebaan 398-402, 400A                   | 51° 13' 44" NB, 4° 31' 20" OL | 14288   | School                                     |
| Herenhuis                                  |                              |                       | Wijnegem     | Turnhoutsebaan 402                             | 51° 13' 41" NB, 4° 31' 21" OL | 14289   | Herenhuis                                  |
| Gemeentehuis van Wijnegem                  | Monument                     |                       | Wijnegem     | Turnhoutsebaan 422                             | 51° 13' 41" NB, 4° 31' 25" OL | 14290   | Gemeentehuis van Wijnegem                  |
| Oorlogsmonument Wijnegem                   | Monument                     |                       | Wijnegem     | Turnhoutsebaan                                 |                               | 216164  | Oorlogsmonument Wijnegem                   |